# Julien Fayolle
Pour les articles homonymes, voir Fayolle.
Julien Fayolle est un homme politique français né à Givors le 7 mars 1867 et mort à Frugières-le-Pin le 18 juin 1935. Radical-socialiste, il est député de la Haute-Loire entre 1914 et 1919, puis entre 1928 et 1933. Il est ensuite sénateur de la Haute-Loire de 1933 à 1935.

## Biographie
Dans son enfance, Julien Fayolle s'installe à Frugières-le-Pin, près de Brioude. Après des études à Clermont-Ferrand, il travaille dans le commerce du bois dans l'entreprise familiale. Il est élu maire de Frugières en 1900, puis conseiller général du canton de Paulhaguet en 1910. Il est élu député en 1914 et est battu en 1919. Il ne se représente qu'en 1928 où il est élu. Il est réélu en 1932 mais abandonne son mandat à la suite de son élection au Sénat en 1933.

## Sources
- « Julien Fayolle », dans le Dictionnaire des parlementaires français (1889-1940), sous la direction de Jean Jolly, PUF, 1960 [détail de l’édition]